# Szungit

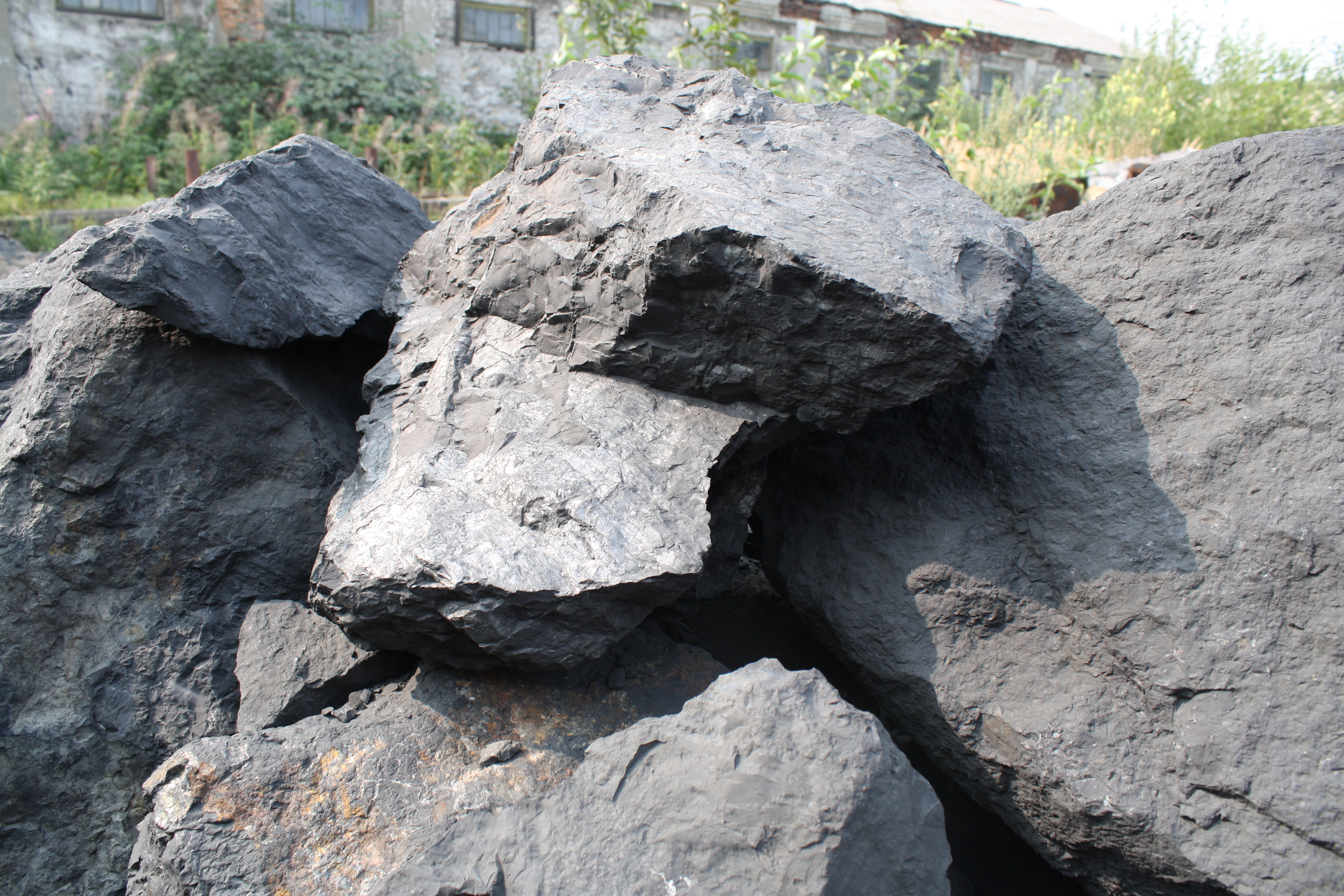
Nieobrobiony szungit w Karelii

Szungit – rodzaj bezpostaciowego węgla kopalnego o najwyższej zawartości pierwiastka węgla (do 99% masy). Pośredni między antracytem a grafitem. Posiada czarne zabarwienie, intensywnie błyszczy.
Występuje w proterozoicznych osadach w okolicy miejscowości Szunga w Karelii w północno-zachodniej Rosji (stąd nazwa), znany jest także z obszarów: Szwecji, Kanady i Indii. Stosowany w przemyśle chemicznym.